# Марфенин, Николай Николаевич
Николай Николаевич Марфенин (1 ноября 1947, Москва) — советский и российский зоолог и эколог, доктор биологических наук (1986), профессор МГУ им. Ломоносова (с 2017 — заслуженный). Председатель Комиссии МГУ по биоэтике.

## Биография
Окончил биолого-почвенный факультет МГУ в 1970 году. С 1968 года регулярно посещает ББС МГУ на Белом море, несколько лет был там начальником практики. В 1974 году защитил кандидатскую диссертацию на тему «Рост и интеграция колонии гидроидных полипов на примере Dynamena pumila (L.) (Leptolida, Thecaphora)». В 1986 году защитил докторскую диссертацию на тему «Колониальная организация у гидроидов». Несколько раз по приглашениям работал за границей, в том числе в США. Многократно получал гранты, в том числе РФФИ. Член редколлегий нескольких журналов. Автор более 300 публикаций. Область основного научного интереса — изучение беспозвоночных.
В 1993—2011 годах декан экологического факультета Международного независимого эколого-политологического университета (МНЭПУ). Под руководстовм Марфенина защищено семь кандидатских диссертаций. Член редколлегий «Журнала общей биологии», «Биосфера» и «Экология и жизнь». Руководитель проекта «Россия в окружающем мире». С 1997 по 2011 годы возглавлял «Центр теоретического анализа экологических проблем МНЭПУ». Жена — Ольга Евгеньевна Марфенина.

## Публикации
Автор 210 статей, 20 книг.

### Монографии
- Казанская Н. С., Ланина В. В., Марфенин Н. Н. Рекреационные леса. — М.: Лесная промышленность, 1977. — 96 с.
- Марфенин Н. Н. Феномен колониальности. — М.: Изд-во Московского университета, 1993. — 237 с. — ISBN 5-211-01749-8.
- Марфенин Н. Н. Функциональная морфология колониальных гидроидов. — СПб.: Зоологический институт РАН, 1993. — 151 с.
- Марфенин Н. Н., Малютин О. И, Перцова Н. М., Пантюлин А.Н., Усачев И.Н. Влияние приливных электростанций на окружающую среду. — М.: Изд-во Московского университета, 1995. — 125 с.

### Учебники
- Марфенин Н. Н. Устойчивое развитие человечества. Учебник (Серия: Классический университетский учебник). — М.: Изд-во Московского университета, 2006. — 612 с.
- Марфенин Н. Н. Экология: учебник для студентов учреждений высшего профессионального образования. — М.: Издательский центр «Академия», 2012. — 512 с. — (Бакалавриат).

### Статьи
- Марфенин Н. Н. Интеграция колонии гидроидного полипа Dynamena pumila (Hydrozoa, Leptolida). реакции колоний на промерзание зимой // Доклады Академии наук СССР : журнал. — 1971. — Т. 199, № 2. — С. 489—492. — ISSN 0869-5652.
- Марфенин Н. Н. Образование компактных стелющихся колоний у гидроидов на примере Clava multicornis (Leptolida, Athecata) // Зоологический журнал : журнал. — 1985. — Т. 64, № 7. — С. 975—981. — ISSN 0044-5134.
- Marfenin N. N. Adaptation capabilities of marine modular organisms // Hydrobiologia : журнал. — 1997. — Т. 355, № 1—3. — С. 153—158. — ISSN 0018-8158.
- Marfenin N. N., Kosevich I. A. Morphogenetic evolution of hydroid colony pattern // Hydrobiologia : журнал. — 2004. — Т. 530—531, № 1—3. — С. 319—327. — ISSN 0018-8158.
- Marfenin N. N. A new method for studying the transport system in colonial hydroids // Hydrobiologia : журнал. — 2015. — Т. 759, № 1. — С. 133—146. — ISSN 0018-8158.
- Марфенин Н. Н., Дементьев В. С. Парадокс протяженных течений в колониальном гидроиде Dynamena pumila (Linnaeus, 1758) // Журнал общей биологии : журнал. — 2017. — Т. 78, № 4. — С. 3—20. — ISSN 0044-4596.
- Marfenin N. N., Dementyev V. S. Functional morphology of Hydrozoan Stolons: stolonal growth, contractility and hydroplasmic movement in Gonothyraea loveni (Allman, 1859) // Marine Biology Research : журнал. — 2017. — Т. 13, № 5. — С. 521—537. — ISSN 0869-5652.

## Награды
- Медаль «150 лет со дня рождения В. И. Вернадского» (2013)
- Почётный знак Всероссийского общества охраны природы (ВООП) «За охрану природы России» (2013)
- Премия Правительства РФ в области образования (2000)